# Mattiastrum straussii
Mattiastrum straussii är en strävbladig växtart som först beskrevs av Heinrich Carl Haussknecht och Bornm., och fick sitt nu gällande namn av August Brand. Mattiastrum straussii ingår i släktet Mattiastrum och familjen strävbladiga växter. Inga underarter finns listade i Catalogue of Life.